# Йонгесталь, Алларт Питер ван
Алларт Питер ван Йонгесталь (з.-фриз. Allard Pieter fan Jongstal, нидерл. Allart Pieter van Jongestall; 12 августа 1612, Ставерен — 9 ноября 1676, Халлюм) — нидерландский юрист и дипломат, живший в XVII веке. Он был президентом Двора Фрисландии (Высшего суда провинции Фрисландия) и представлял Генеральные Штаты Соединённых провинций на переговорах по заключению Вестминстерского договора и Бредского соглашения, которые завершили Первую и Вторую англо-голландские войны соответственно.

## Биография
Питер ван Йонгесталь родился в семье Вейбранда ван Йонгесталя  (шеффена, или бургомистра его родного Ставерена, а также члена совета Адмиралтейства Фрисландии:198). Девичья фамилия его матери была Вирсен. Он изучал Римско-голландское право и литературу в Университете Франекера между 1631 и 1634 годами. В 1634 году он поступил в Лейденский университет и позже получил степень доктора юриспруденции во Франции.:198

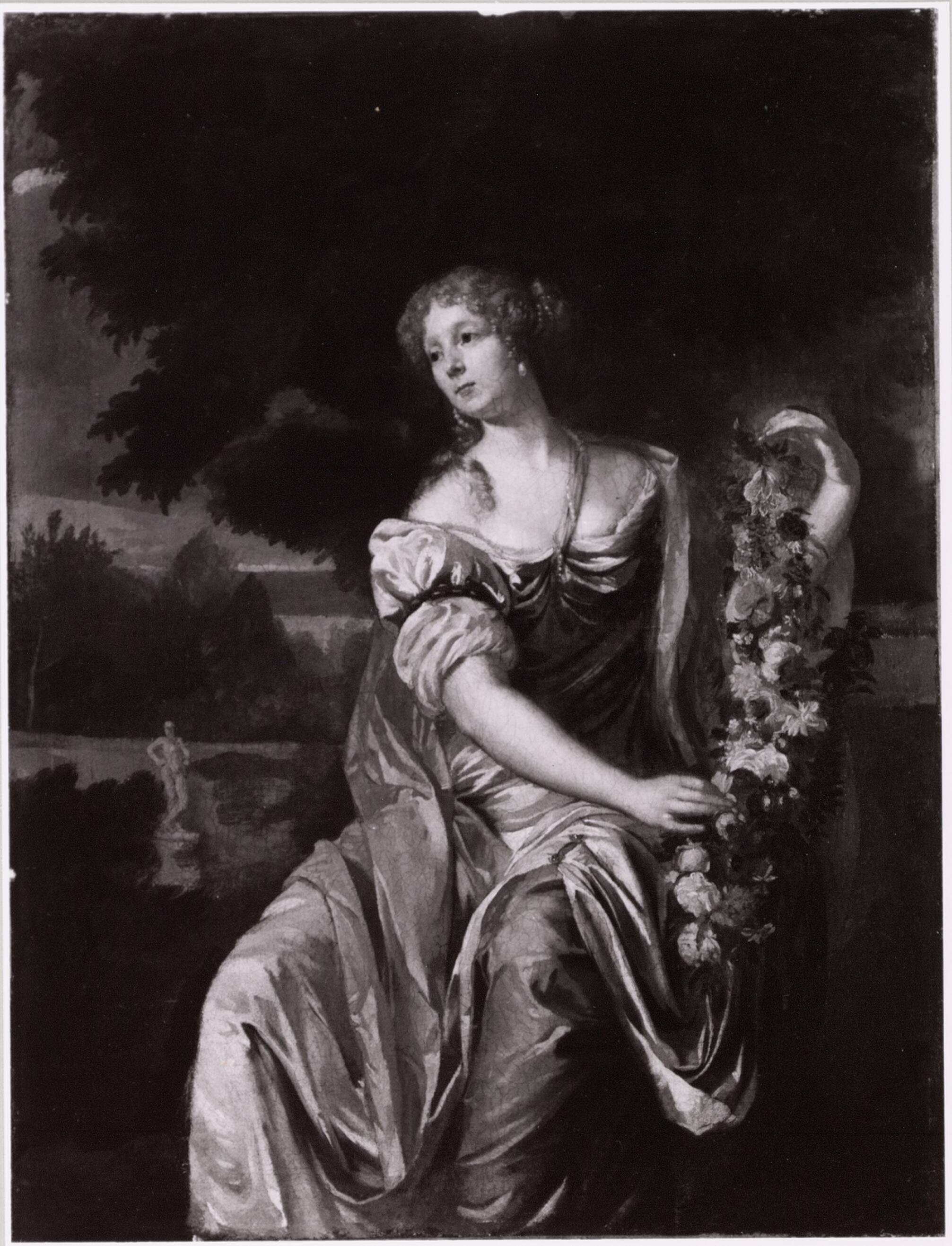
Маргрит ван Харен

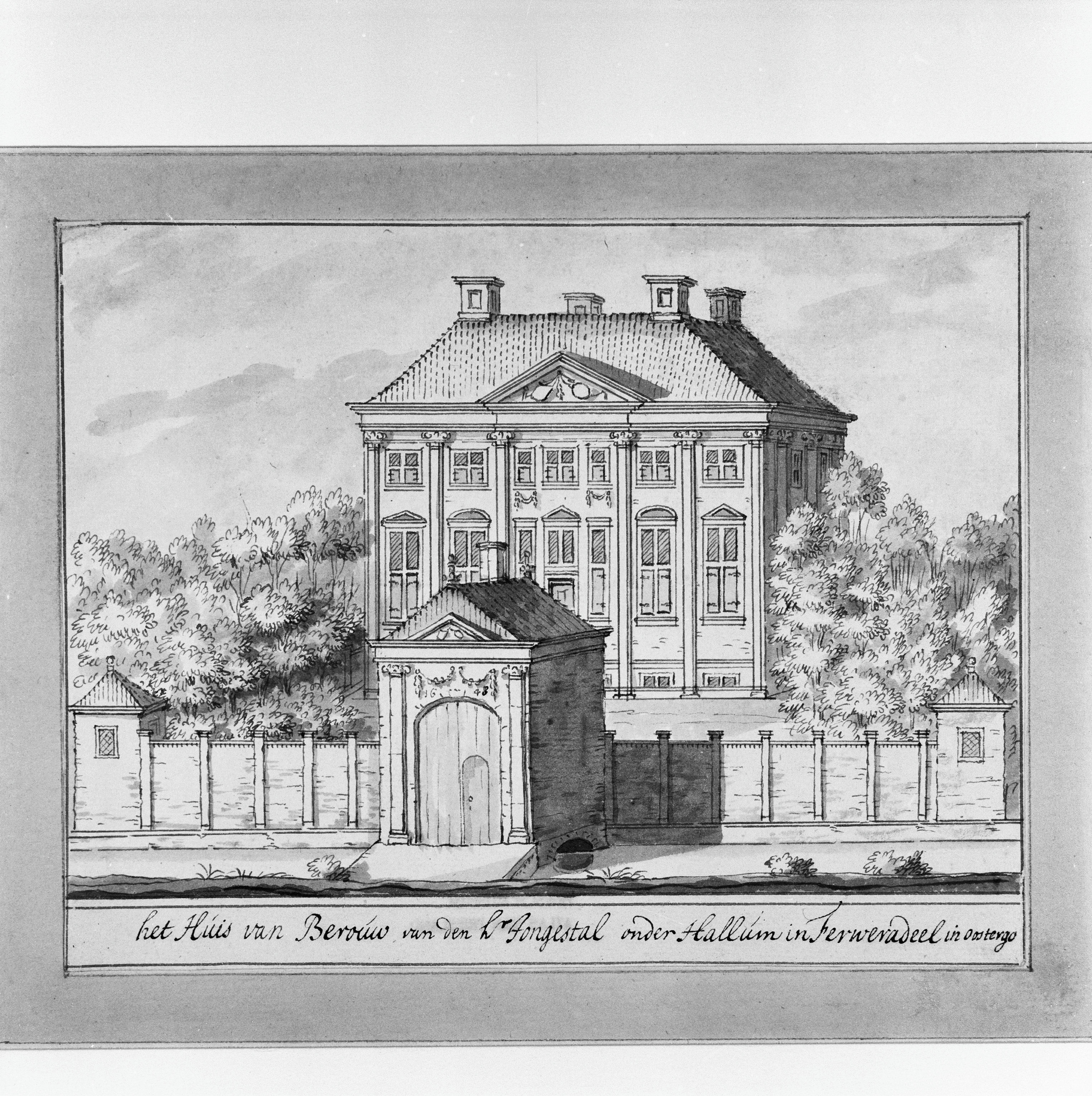
Рисунок Йонгесталь Стате в Халлюме, где жил Йонгесталь

В 1639 году он женился на Маргрит ван Харен, сестре дворянина и посла Виллема ван Харена. У них родилось семеро детей, из которых выжило только четверо. Известными стали его дочь, поэтесса Сибилла, и его сын Геллиус Вибрандус, глава муниципалитета Хемелюмер Олдефарт. Семья жила в Ондерсма Стате (также называемом Йонгесталь Стате) близ Халлюма.:199

## Карьера
Йонгесталь начал свою юридическую практику в 1635 году, ещё до Двора Фрисландии (суда-близнеца Двора Голландии). Он был усыновлён в 1637 году своим дядей Геллиусом ван Йонгесталем, который был советником во Дворе Фрисландии. Вследствие этого он получил христианское имя «Алларт Питер». Когда его приёмный отец ушёл в отставку, Йонгесталь стал его преемником в суде в ноябре 1637 года. Он был назначен председателем суда 20 марта 1655 года, и занимал эту должность вплоть до своей смерти в 1676 году.
В 1644 году он представлял Штаты Фрисландии в Генеральных Штатах и в 1651 году на Великой Ассамблее (конституциональном совете) в Гааге, на которой был провозглашён Первый Период без штатгальтера в истории Республики.:196
В 1653 году он был избран в качестве одного из уполномоченных вместе с Паулюсом ван де Перре, Иеронимом ван Бевернингом и Виллемом Ниупортом вести мирные переговоры с лорд-протектором Оливером Кромвелем о завершении Первой англо-голландской войны с Английской республикой. Ему, по-видимому, надлежало блюсти интересы Фрисландии и её штатгальтера Вильгельма Фредерика Нассау-Дицского, а в особенности племянника штатгальтера, принца Оранского, трёх лет от роду на тот момент. Йонгесталь был тайным оранжистом, следовательно, не пользовался доверием своих коллег от партии Штатов, Бевернинга и Ниупорта. Он, видимо, также имел прохладные отношения с Кромвелем.
Секретные переговоры об Акте устранения между Кромвелем и великим пенсионарием Яном де Виттом держались в тайне от Йонгесталя. Поэтому он не знал о секретном приложении к Вестминстерскому договору, которое было получено в итоге. Это, возможно, убедило его подать в отставку из посольства в 1654 году, когда тайна стала достоянием общественности и разразился скандал.:199
В 1654 году король Людовик XIV посвятил его в рыцари за дипломатические услуги, оказанные в ходе англо-французских попыток к сближению, что в итоге привело к заключению англо-французского союза в 1655 году и Англо-испанской войне.:197 Антуан де Бордо, французский посол в Английской республике, писал в письме от 23 октября 1654 года своему коллеге в Гааге, Пьеру Шаню: «Я должен засвидетельствовать, что в ходе переговоров он ревностно защищал интересы Франции, проявив большой профессионализм. Полагаю, Вы выразите ему ещё раз свою благодарность, как это уже сделал я сам.»
После Второй англо-голландской войны, в которой Голландская республика сражалась против наследницы Английской республики, Йонгесталя снова избрали одним из делегатов на мирные переговоры с королём Карлом II. Эти переговоры завершились Бредским соглашением. После этой дипломатической миссии он, по-видимому, больше не участвовал в них.:199
В 1649 году Йонгесталь был назначен регентом Университета Франекера. В 1673 году новый штатгальтер Генрих Казимир II назначил его членом комиссии, которой было поручено подготовить проект конституциональных поправок в законодательство провинции Фрисландия.:197
Он умер 9 ноября 1676 года. Профессор Университета Франекера Михил Буссхиус произнёс надгробную речь, а поэт Эрнестус Бадерс  сочинил allocutio funebris:
Liligerum pridem cui Regia sceptra dedere
Nomina pro meritis splendidiora suis
Facundasque fuit mirata Britannia voces
Attonitis Tamesis dum stetit amnis aquis
Bredaque quem stupuit pro Libertate loquentem
Belgaque quo forti Vindice liber ovat:198